# Peter Exacoustos
Peter Exacoustos (auch Pietro Exacoustos) ist ein italienischer Drehbuchautor und Filmregisseur.

## Leben
Exacoustos war nach Anfängen als Schauspieler in kleinen Rollen 1982 Regieassistent bei Stefano Vanzina; seit 1989 schreibt er, immer in Zusammenarbeit mit einer Frau, Maria Carmela Cincinnati, Drehbücher für Fernsehfilme. 1990 und 2001 führte das Künstlerpaar auch Regie; dem Fernsehfilm Non ci indurre in tentazione folgte elf Jahre später Per amore. 2004 inszenierte er die Miniserie Noi.
Exacoustos und Cincinnati arbeiten, mit Luca Ronconi, auch häufig für das Theater.
2008 schrieb Exacoustos die sechsteilige Kriminalserie Io e mio figlio.

## Filmografie (Auswahl)
- 1981: Die Säge des Todes
- 1989: Come stanno bene insieme (Fernsehfilm)
- 1991: Non ci indurre in tentazione (Fernsehfilm, auch Regie)
- 1993: Inspektor Sarti (Fernseh-Miniserie)
- 1996: Die Geliebte und der Priester (Padre Papa) (Fernsehfilm)